# Miloš Mijalković
Miloš Mijalković (* 8. března 1978 Bělehrad) je bývalý jugoslávský a srbský zápasník–judista.

## Sportovní kariéra
Pochází ze sportovní rodiny. Otec Milan a strýc Slobodan patřili k předním jugoslávským judistům sedmdesátých let dvacátého století. S judem začínal v útlém dětství společně se svým bratrem, dvojčetem Markem v klubu Novi Beograd v Bělehradě. Vrcholově se připravoval v tréninkovém centru Partizan pod vedením Miloše Stankoviće. V době kdy závodil, procházela bývalá Jugoslávie velkými změnami a reprezentoval tři státní útvary. V roce 1996 se poprvé objevil v reprezentaci Svazové republiky Jugoslávie, od roku 2003 startoval za Srbsko a Černou Horu a po rozdělení v roce 2006 reprezentoval Srbsko. V roce 2003 se pátým místem na mistrovství světa v Osace kvalifikoval na olympijské hry v Athénách, kde vypadl ve druhém kole s Kazachem Muratbekem Kipšabajevem minimálním bodovým rozdílem na koku. V roce 2007 vybojoval před domácím publikem na mistrovství Evropy v Bělehradě druhé místo, ale v roce 2008 se na olympijské hry v Pekingu nekvalifikoval. Od roku 2011 startoval ve vyšší lehké váze do 73 kg, ve které v olympijské kvalifikaci pro účast na olympijských hrách v Londýně neuspěl. Vzápětí ukončil sportovní kariéru. Společně s bratrem Markem se věnuje trenérské práci.

## Výsledky
| Turnaj             | Svazová republika Jugoslávie | Svazová republika Jugoslávie | Svazová republika Jugoslávie | Svazová republika Jugoslávie | Svazová republika Jugoslávie | Svazová republika Jugoslávie | Svazová republika Jugoslávie | Srbsko a Černá Hora | Srbsko a Černá Hora | Srbsko a Černá Hora | Srbsko a Černá Hora | Srbsko         | Srbsko         | Srbsko         | Srbsko         | Srbsko |
| Turnaj             | 1996                         | 1997                         | 1998                         | 1999                         | 2000                         | 2001                         | 2002                         | 2003                | 2004                | 2005                | 2006                | 2007           | 2008           | 2009           | 2010           | 2011   |
| Turnaj             | 18                           | 19                           | 20                           | 21                           | 22                           | 23                           | 24                           | 25                  | 26                  | 27                  | 28                  | 29             | 30             | 31             | 32             | 33     |
| Turnaj             | superlehká                   | superlehká                   | pololehká váha               | pololehká váha               | pololehká váha               | pololehká váha               | pololehká váha               | pololehká váha      | pololehká váha      | pololehká váha      | pololehká váha      | pololehká váha | pololehká váha | pololehká váha | pololehká váha |        |
| ------------------ | ---------------------------- | ---------------------------- | ---------------------------- | ---------------------------- | ---------------------------- | ---------------------------- | ---------------------------- | ------------------- | ------------------- | ------------------- | ------------------- | -------------- | -------------- | -------------- | -------------- | ------ |
| Olympijské hry     | —                            |                              |                              |                              | —                            |                              |                              |                     | úč.                 |                     |                     |                | —              |                |                |        |
| Mistrovství světa  |                              | úč.                          |                              | úč.                          |                              | úč.                          |                              | 5.                  |                     | úč.                 |                     | úč.            |                | úč.            | úč.            | úč.    |
| Mistrovství Evropy | úč.                          | —                            | úč.                          | úč.                          | úč.                          | 5.                           | úč.                          | úč.                 | úč.                 | —                   | úč.                 | 2.             | úč.            | úč.            | úč.            | úč.    |
| MS juniorů         | úč.                          |                              |                              |                              |                              |                              |                              |                     |                     |                     |                     |                |                |                |                |        |
| ME juniorů         | 5.                           | úč.                          |                              |                              |                              |                              |                              |                     |                     |                     |                     |                |                |                |                |        |